# 新界區專線小巴619線
新界專綫小巴路線619，由劉雀強以其個人名義承辦，循環來往洪元路（洪福邨）及港鐵天水圍站，途經洪水橋街市及輕鐵洪水橋站。
本線經已於2018年6月17日停止營辦。

## 歷史
- 2015年7月3日：運輸署公開招標2組共3條專綫小巴新路線的經營權，此路線自成一組承投。[1]
- 2016年3月20日：619線投入服務。[2]
- 2016年5月25日：改於橋發街掉頭，不再途經橋昌路，以配合屏欣苑興建工程。[3]
- 2018年6月17日：此路線因嚴重虧蝕而停辦。

### 路線停辦及撤回停辦事件
運輸署當初規劃此路線時，希望提供另一選擇予洪福邨的居民，讓他們便捷地前往就近的西鐵站，而前往天水圍站的車程會較前往元朗站的為短；再者當時港鐵巴士的服務未盡完善，未有直接及快捷的方法由洪福邨前往天水圍站，因此設計的走線為洪水橋往天水圍站。
隨後港鐵加強服務，洪福邨的居民除多了選擇外，亦可以免費轉乘鐵路，令居民傾向使用港鐵巴士K75綫、K75A、K75P及K75S綫；引致此路線自開辦以來，客量一直處於甚低水平，每天平均乘客量不足400人次，導致財務出現嚴重虧蝕。因此，營辦商於2016年9月致函運輸署，將於6個月後停辦路線。
運輸署曾就修改619號線前往元朗的建議作出研究，考慮到在進行公開的投標程序時，619號線所行走的路線已記錄在投標文件，所有曾考慮投標的營辦者都已清楚路線的詳細走線，如現有營辦商以虧蝕嚴重為由作此改動，對其他曾考慮投標者並不公平。運輸署亦曾嘗試挽留，然而營辦商認為沿線乘客傾向選乘港鐵巴士或輕鐵，堅持決定停辦路線，署方遂批准路線停辦。
最後，營辦商改變初衷，於翌年2月通知運輸署，表示會繼續營運路線。
然而，營辦商表示由於與港鐵無法就K75系列路綫重組方案及轉乘優惠事宜達成共識，因此在2017年12月17日再次致函運輸署，將於6個月後（即2018年6月17日）停辦路線。

## 服務時間及班次
| 由洪元路（洪福邨）開出                                   | 由洪元路（洪福邨）開出 |
| 服務時間                                                 | 班次（分鐘）           |
| 每日                                                     | 每日                   |
| -------------------------------------------------------- | ---------------------- |
| 06:00-07:00                                              | 15                     |
| 07:00-09:30                                              | 10-15                  |
| 09:30-17:00                                              | 15                     |
| 17:00-20:00                                              | 10-15                  |
| 20:00-23:30                                              | 15                     |
| 運輸署指出繁忙時間為10 分鐘一班 其他時段為10至15分鐘一班 |                        |

## 收費
| 收費表       |              |        |          |              |            |              |
| 洪元路洪福邨 |              |        |          |              |            |              |
| $4.6         | 輕鐵洪水橋站 |        |          |              |            |              |
| $4.6         | $2.3         | 石埗村 |          |              |            |              |
| $4.6         | $4.6         | $4.6   | 天水圍站 |              |            |              |
| －           | －           | －     | $4.6     | 輕鐵洪水橋站 |            |              |
| －           | －           | －     | $4.6     | $2.3         | 鄉事委員會 |              |
| －           | －           | －     | $4.6     | $4.6         | $4.6       | 洪元路洪福邨 |

| - 本線大小同價。 - 乘客可以現金或八達通於上車時付款，不設找續。 - 65歲或以上長者使用長者或個人八達通（包括「樂悠咭」），合資格殘疾人士使用「殘疾人士身份」個人八達通卡繳付車資，以及60至64歲香港居民使用「樂悠咭」，均可享有每程劃一$2.0的政府長者及合資格殘疾人士公共交通票價優惠計劃。 - 乘客若繳付分段收費，請通知車長調校八達通機。 - 使用小童八達通卡或「學生身分」個人八達通的乘客可享$2.3學童票價優惠。 |

## 用車
根據服務詳情表，此路線須使用3輛16座位公共小巴行走，繁忙時間每小時每方向最少可載乘客數目為96人；招標條款另規定行走此路線的所有小巴必須配備客用安全帶及高背座椅。
此路線目前派車為3輛2016年份豐田Coaster標準陣石油氣小巴。
| 619線用車列表 | 619線用車列表 | 619線用車列表                  |
| 車牌          | 代數          | 備註                           |
| ------------- | ------------- | ------------------------------ |
| TZ7003        | 6LS           | 配備附有三點式安全帶的高背座椅 |
| TZ7472        | 6LS           | 配備附有三點式安全帶的高背座椅 |
| TZ7908        | 6LS           | 配備附有三點式安全帶的高背座椅 |

## 車站列表
| 新界區專線小巴619線（洪福邨↺天水圍站） | 新界區專線小巴619線（洪福邨↺天水圍站） | 新界區專線小巴619線（洪福邨↺天水圍站） |
| 序號                                   | 車站名稱                               | 位置                                   |
| -------------------------------------- | -------------------------------------- | -------------------------------------- |
| 1                                      | 洪元路（洪福邨）                       | 洪元路                                 |
| 2                                      | 金閣豪園                               | 洪水橋大街                             |
| 3                                      | 洪水橋臨時街市                         | 洪水橋大街                             |
| 4                                      | 洪水橋站                               | 青山公路－洪水橋段                     |
| 5                                      | 洪天路洪福邨                           | 洪天路                                 |
| 6                                      | 石埗村                                 | 洪天路                                 |
| 7                                      | 天水圍站（東行站）                     | 屏廈路                                 |
| 8                                      | 上璋圍                                 | 屏廈路                                 |
| 9                                      | 天水圍站（西行站）                     | 屏廈路                                 |
| 10                                     | 石埗村                                 | 洪天路                                 |
| 11                                     | 尚城                                   | 青山公路－洪水橋段                     |
| 12                                     | 洪水橋站                               | 青山公路－洪水橋段                     |
| 13                                     | 紫翠花園                               | 青山公路－洪水橋段                     |
| 14                                     | 鄉事委員會                             | 田廈路                                 |
| 15                                     | 洪水橋田心路                           | 洪水橋田心路                           |
| 16                                     | 頤景居                                 | 洪水橋大街                             |
| 17                                     | 石埗路                                 | 洪志路                                 |
| 18                                     | 洪元路（洪福邨）                       | 洪元路                                 |

1. 青山公路（洪水橋段）東行近洪水橋輕鐵站的巴士站
2. 洪天路北行洪福邨外的巴士站
3. 洪天路北行近石埗村的巴士站
4. 屏廈路東行天水圍站外的巴士站
5. 屏廈路南行近坑尾村輕鐵站的巴士站
6. 洪天路南行石埗村對面的巴士站
7. 青山公路（洪水橋段）西行洪水橋輕鐵站對面的巴士站
8. 田廈路北行近田廈路遊樂場的巴士站
9. 洪水橋田心路東行近洪水橋大街的巴士站

## 小資料及使用狀況
此路線行車路線非常迂迴，由洪元路洪福邨開出後，要繞經洪水橋大街及輕鐵洪水橋站，再經過洪天路洪福邨外前往天水圍站，回程到達輕鐵洪水橋站後，更因青山公路－洪水橋段西行不能右轉洪水橋大街，而須沿青山公路－洪水橋段行駛至紫翠花園外，然後繞經田廈路、洪水橋田心路及洪水橋大街，才返回洪福邨。
有鑑於此，路線自開辦以來，客量一直欠佳，除了上午繁忙時間有個別班次滿座外，其餘時間均是吉車遊街。根據營運記錄，截至2016年8月底，此線每天平均乘客人數不足400人次，導致嚴重虧蝕；營辦商更一度申請停辦並獲得運輸署批准，惟最終仍決定繼續營運路線。
此路線與港鐵巴士K75綫及其輔助路線完全重疊，因港鐵巴士設有與輕鐵及西鐵的轉乘優惠，乘客因而傾向選用港鐵服務。然而，輔助路線K75A線亦經常吉車遊街，港鐵公司計劃縮減服務時間，建議乘客改乘此線，屆時此線會改經廈村，港鐵亦會與此線營辦商探討合作增設轉乘優惠。
本線是繼九龍區專線小巴87線以後，再出現以個人名義開辦的小巴線，而且本路線是少數兩端總站皆在同一區但須途經其他區並設站的路線，因為紫翠花園的分站屬屯門區。

## 外部連結
- 運輸署：新界區專線小巴第619號線之路線資料及獲准上落客地點
- 小巴薈-新界區專線小巴619號線
- 香港巴士大典上的相关条目：新界專綫小巴619線